# 叶愛
叶 愛（かのう あい、1990年8月30日 - ）は、日本のAV女優。

## 略歴
2020年12月、マドンナ専属女優としてAVデビュー。所属事務所はプライムエージェンシー→GG。
2022年9月、公式Twitterで引退を発表（発表後にTwitterは削除）。
2024年2月、マドンナ専属でAV復帰を発表。
同年11月25日、X（旧Twitter）にてVR作品を含み、あと5作品を公開し活動休止することを明らかにした。

## 人物
趣味は芸術鑑賞、特技はマッサージ。
中学の頃から胸の大きさが目立ち始め、中学3年でGカップ、高校3年の時にはIカップになり、同級生の女の子からは「触らせて」とよく言われていた。
初オナニーは中学1年、初体験は高校3年の時。初体験の相手は初めて出来た彼氏。
平凡な毎日に刺激が欲しくなり、自分に今できることは何かと考えた時に一番興味をそそられたのがAVだったことからAV女優となる。
得意技はMカップを武器にする授乳手コキ、顔面おっぱい圧迫、相互乳首舐め。これらを駆使する様をAVライターの芝田カズは「ドスケベおっぱい番長」と評している。

## 作品

### アダルトDVD / BD
| 発売日   | タイトル                                           | 規格品番 | 規格品番 | メーカー | 備考 |
| 発売日   | タイトル                                           | DVD      | BD       | メーカー | 備考 |
| -------- | -------------------------------------------------- | -------- | -------- | -------- | ---- |
| 12月25日 | 大型新人 KCUP SEXシンボル誕生 叶愛 30歳 AV Debut!! | JUL-404  | 9JUL-404 | マドンナ |      |

| 発売日   | タイトル | 規格品番 | 規格品番 | メーカー | 備考                                                       |
| 発売日   | タイトル | DVD      | BD       | メーカー | 備考                                                       |
| -------- | --- | -------- | -------- | -------- | ---------------------------------------------------------- |
| 1月25日  | Madonna専属 叶愛 セカンドステージ KカップSEXシンボル覚醒 暴れる乳房、 交わる愛液、重ねる絶頂、情熱セックス。           | JUL-439  |          | マドンナ |                                                            |
| 2月25日  | 隣家のKカップ人妻と 性欲が尽き果てるまで汗だくで貪り合った日々。                                                       | JUL-473  |          | マドンナ |                                                            |
| 4月25日  | 人妻秘書、汗と接吻に満ちた社長室中出し性交 究極Kcup Madonnaセックスシンボル《中出し》解禁!!                            | JUL-542  |          | マドンナ |                                                            |
| 5月25日  | 妻には口が裂けても言えません、義母さんを孕ませてしまったなんて…。 -1泊2日の温泉旅行で、我を忘れて中出ししまくった僕。- | JUL-574  |          | マドンナ |                                                            |
| 6月8日   | 美熟女No.1! Madonnaキャンペーン! 人気女優が貴方だけに贈る最高のオナニー!                                               | WICP-002 |          | マドンナ | 撮り下ろし映像を収録した オムニバス形式のキャンペーンDVD。 |
| 6月25日  | 夫と子作りSEXをした後は いつも義父に中出しされ続けています…。                                                          | JUL-612  |          | マドンナ |                                                            |
| 7月25日  | マドンナ専属Kカップ美熟女が絶倫チ〇ポで悶え狂う!! 原作：黒巣ガタリ 夏妻 ～夏、旅館、ナンパ男達に堕ちる妻～             | URE-069  |          | マドンナ |                                                            |
| 8月25日  | 汗ほとばしる人妻の圧倒的な腰振りで、僕は一度も腰を動かさずに中出ししてしまった。                                       | JUL-680  |          | マドンナ |                                                            |
| 9月28日  | 叶愛レズ解禁!! レズを愛し、ビアンに溺れた私。 ～女を知り尽くした姑に揉みしだかれた 嫁のKカップ～ 叶愛 風間ゆみ         | JUL-713  | 9JUL-713 | マドンナ |                                                            |
| 10月26日 | 地元へ帰省した三日間、人妻になっていた 学生時代の先輩と時を忘れて愛し合った記録-。 マドンナ専属Kカップ妻初登場!!       | JUL-753  |          | マドンナ |                                                            |
| 11月23日 | 「ねぇ? あなた、本当に童貞なの?」 ～童貞詐欺にイカされ続けた人妻～                                                     | JUL-779  |          | マドンナ |                                                            |
| 12月28日 | 祝!! Madonna専属一周年!!!! 四六時中、娘婿のデカチ〇ポが欲しくて堪らない義母の誘い                                      | JUL-804  |          | マドンナ |                                                            |

| 発売日   | タイトル | 規格品番 | 規格品番  | メーカー | 備考       |
| 発売日   | タイトル | DVD      | BD        | メーカー | 備考       |
| -------- | --- | -------- | --------- | -------- | ---------- |
| 1月11日  | 叶愛 The First Anniversary 3枚組12時間 ～KカップSEXシンボルの軌跡、 専属1周年記念23本番SPECIAL～              | JUSD-958 | 9JUSD-958 | マドンナ | 単体ベスト |
| 1月25日  | 永遠に終わらない、中出し輪姦の日々。                                                                          | JUL-841  |           | マドンナ |            |
| 2月22日  | 出張先のビジネスホテルでずっと憧れていた 女上司とまさかまさかの相部屋宿泊                                     | JUL-870  |           | マドンナ |            |
| 3月22日  | 史上最高のKカップ美熟女が再び絶倫チ〇ポに 悶絶絶頂!! 原作:黒巣ガタリ 夏妻2 ～夏、自宅、ナンパ男達に堕ちた妻～ | URE-078  | 9URE-078  | マドンナ |            |
| 4月26日  | 夫の上司に飾られた人妻ボディアクセサリー 叶愛                                                                 | JUL-939  |           | マドンナ |            |
| 5月24日  | 母をイジメっ子の同級生にNTRれた いじめられっ子の僕 叶愛                                                       | JUL-973  |           | マドンナ |            |
| 6月28日  | 禁断の近親中出し契約!! 原作:チンジャオ娘 熟れ姉 ～30代からの都合が良すぎる姉弟関係～ 叶愛                     | URE-081  | 9URE-081  | マドンナ |            |
| 7月26日  | 寿退社を祝う温泉旅行で、 私は上司に中出しされ続けて―。 叶愛                                                   | JUQ-043  |           | マドンナ |            |
| 8月23日  | Kカップ専属 人生初の黒人解禁!! 黒人に溺れた人妻 叶愛                                                          | JUQ-071  |           | マドンナ |            |
| 9月27日  | 妻の傍で爆乳エステティシャンに誘われて… 極上の施術と密会セックスで身も心も骨抜きにされた僕 叶愛               | JUQ-106  |           | マドンナ |            |
| 10月25日 | 妻の妊娠中、禁欲してた僕がソープに行ったら… 出てきたお店のNo.1嬢は妻の友達・愛さんだった。 叶愛               | JUQ-132  |           | マドンナ |            |

| 発売日   | タイトル | 規格品番 | 規格品番  | メーカー | 備考 |
| 発売日   | タイトル | DVD      | BD        | メーカー | 備考 |
| -------- | --- | -------- | --------- | -------- | ---- |
| 3月12日  | 復活 次世代Mcupポルノスター 叶愛 濃厚パイズリと連続中出しでM男クンを 身も心もトロけさす無限射精オーガズム                                   | ACHJ-035 | 9ACHJ-035 | マドンナ |      |
| 4月9日   | 次世代Ｍcupポルノスター、《復活》第2弾!! 天使のような顔して下品にM男を喰い漁る 発情期の肉感痴女 叶愛                                        | ACHJ-039 |           | マドンナ |      |
| 5月14日  | Mカップに成長した幼馴染と再会―。 汗と愛液が濃密に絡み合う二人だけの熱帯夜…。 叶愛                                                           | JUQ-686  |           | マドンナ |      |
| 6月11日  | 『ヤバいだろ… あの衣装。』 ホームパーティーでボディコン姿で現れた ≪規格外≫すぎる同僚のMカップ妻。 叶愛                                      | JUQ-763  |           | マドンナ |      |
| 7月9日   | 姑の子作り圧力に耐えられなくなった家出妻、 精子を溜めまくった中年男と 濃厚種付けSEXに溺れて…。 叶愛                                         | JUQ-794  |           | マドンナ |      |
| 8月13日  | 巨乳で美しい妻が僕の叔父にキメセク中出しで 何度もエビ反り絶頂させられていた。媚薬NTR 叶愛                                                   | JUQ-848  |           | マドンナ |      |
| 9月10日  | 「次はもっと気持ちいいよ…」 Mカップ爆乳義母の徹底甘やかし 快楽漬け調教で骨抜きにされた僕 叶愛                                               | JUQ-870  |           | マドンナ |      |
| 10月8日  | 愛する夫の為に、身代わり週末肉便器。 超絶倫極悪オヤジに、孕むまで何度も中出しされ続けて…。 叶愛                                             | JUQ-931  |           | マドンナ |      |
| 11月26日 | この大きな『任務（ミッション）』にはデカすぎるー。Mcupに妨げられて潜入“不能”…。人妻潜入捜査官 電信柱からハミ出てしまう悩ましき爆乳ー。 叶愛 | JUQ-963  |           | マドンナ |      |
| 12月24日 | ヌードモデルNTR 上司と羞恥に溺れた妻の衝撃的浮気映像 叶愛                                                                                   | JUR-125  |           | マドンナ |      |

| 発売日  | タイトル                                                                                    | 規格品番 | 規格品番 | メーカー | 備考 |
| 発売日  | タイトル                                                                                    | DVD      | BD       | メーカー | 備考 |
| ------- | ------------------------------------------------------------------------------------------- | -------- | -------- | -------- | ---- |
| 1月28日 | 私の胸、大きすぎてゴメンね こんな場所なのに、Ｍカップ密着!! 勃起を誘う痴女中出しデート 叶愛 | ACHJ-059 |          | マドンナ |      |
| 2月25日 | 公衆便所ボインキラー 都市伝説級の爆乳“108cm”Mcup変態女現る―。 叶愛                          | JUR-191  |          | マドンナ |      |

### アダルトVR
| 発売日   | タイトル | 規格品番 | メーカー | 備考   |
| 2021年   | 2021年 | 2021年   | 2021年   | 2021年 |
| -------- | --- | -------- | -------- | ------ |
| 6月18日  | 叶愛 初VR 憧れの兄嫁 愛さんとず～っと2人きりで過ごす 夢のようなイチャラブSEX 伝説級Kカップを独り占め                                                                             | JUVR-110 | マドンナ |        |
| 2022年   | |          |          |        |
| 10月21日 | 国宝級Kカップを堪能! 【即尺!】【即ズボ!!】 【発射無制限!!!】【生ハメOK!!!!】 一か月禁欲してた僕がリピート率No.1嬢に 金玉スッカラカンになるまで搾り取られた 高級中出しソープ 叶愛 | JUVR-155 | マドンナ |        |
| 2025年   | |          |          |        |
| 1月24日  | 叶愛 初8KVR 超ド迫力のMcupに埋もれシゴかれる天国体験 ものすごい爆乳な上司の奥さんが内緒で営む 《抜きアリ》極上アジアンエステ                                                     | JUVR-210 | マドンナ |        |

### アダルト配信
| 発売日  | タイトル                                                                      | 規格品番 | メーカー | 備考   |
| 2021年  | 2021年                                                                        | 2021年   | 2021年   | 2021年 |
| ------- | ----------------------------------------------------------------------------- | -------- | -------- | ------ |
| 11月2日 | 配信限定 ハメ撮り MADOOOON!!!! マドンナ専属女優の『リアル』解禁。 叶愛        | MDON-002 | マドンナ |        |
| 2025年  |                                                                               |          |          |        |
| 1月7日  | 配信限定 ハメ撮り MADOOOON!!!! マドンナ専属女優の『リアル』解禁。SEASON2 叶愛 | MDON-068 | マドンナ |        |

### イメージDVD / BD
| 発売日  | タイトル                       | 規格品番 | 規格品番  | メーカー | 備考   |
| 発売日  | タイトル                       | DVD      | BD        | メーカー | 備考   |
| 2021年  | 2021年                         | 2021年   | 2021年    | 2021年   | 2021年 |
| ------- | ------------------------------ | -------- | --------- | -------- | ------ |
| 3月18日 | Ai 超乳女神 ～男の夢が叶う時～ | REBD-543 | REBDB-529 | REbecca  |        |

### デジタル写真集
- 週刊ポストデジタル写真集 叶愛 K点突破!（2021年1月29日、小学館、撮影：西條彰仁）[9]
- Ai 超乳女神 〜男の夢が叶う時〜（2021年5月21日、REbecca）
- 美熟女No.1! Madonnaキャンペーン! 〜専属女優スペシャルフォト〜（2021年6月7日、FANZA BEAUTY COLLECTION）※FANZA『美熟女No.1! Madonnaキャンペーン!』オリジナルフォトブック。FANZA限定配信。

## 掲載

### 雑誌
- 週刊大衆 2020年12月14日（双葉社）- グラビア「Kカップ人妻「恥じらい爆乳ヌード」」
- 週刊アサヒ芸能 2020年12月17日号（徳間書店） - グラビア「Kカップ新人熟妻」
- 週刊実話 2020年12月31日号（日本ジャーナル出版） - グラビア「Kカップ爆乳妻が脱いだ!!」

- 月刊FANZA 2021年2月号（ジーオーティー） - インタビュー「HATSUMONO!」
- 週刊ポスト 2021年2月5日号（小学館） - 袋とじ「叶愛 Kカップ爆乳美女が脱いだ!」
- FLASH 2021年3月2日号（光文社） - 袋とじ「男を惑わすK」
- 週刊実話 2021年3月11日号（日本ジャーナル出版） - 袋とじ「K乳女神」
- 週刊アサヒ芸能 2021年4月1日号（徳間書店） - インタビュー「AV SEXY放談 熟女の花園」
- 週刊大衆 2021年4月26日（双葉社）- グラビア「巨乳プルルン!3大ボイン女優「春の発情フルヌード」祭り」
- 週刊アサヒ芸能 2021年6月24日号（徳間書店） - 付録DVD「10人の美チクビな女たち80分」

- 週刊実話 2022年2月17日号（日本ジャーナル出版）- グラビア「叶愛 むちっと100センチ」